# Lucian Burdujan
Lucian Burdujan est un footballeur roumain né le 18 février 1984 à Piatra Neamț.

## Palmarès
- Rapid Bucarest
  - Vainqueur de la Coupe de Roumanie en 2006 et 2007.
  - Vainqueur de la Supercoupe de Roumanie en 2007.
- FC Vaslui
  - Vainqueur de la Coupe Intertoto en 2008.
- Steaua Bucarest
  - Vainqueur de la Coupe de Roumanie en 2011.